# Шпегель, Мартин
 Мартин Шпегель  (хорв. Martin Špegelj; 11 ноября 1927, Вировитицко-Подравская жупания — 11 мая 2014) — хорватский военно-политический деятель, 2-й министр обороны Хорватии, впоследствии начальник штаба хорватской армии и её генеральный инспектор. Считается, что в немалой степени именно благодаря его усилиям по организации и оснащению армии, Хорватии удалось выстоять в первый год войны в Хорватии. Из-за разногласий с президентом Франьо Туджманом подал в отставку в 1992 году, после того, как в самом конце 1991 года в Хорватской войне было достигнуто перемирие и активные военные действия были прекращены.

## Жизнь в Югославии
Мартин Шпегель родился 11 ноября 1927 года в селе Старый Градац. Его родители и семья были сторонниками ХКП. В годы Второй мировой войны Мартин стал партизаном-титовцем. Партизанский стаж помог ему начать военную карьеру в рядах НОАЮ/ЮНА. В 1968 – 1973 годах Шпегель преподавал в Военной академии. В дальнейшем он поднялся до звания генерал-полковника ЮНА и командующего 5-й югославской армией, штаб-квартира которой находилась в Загребе (1985–1989).
После первых свободных многопартийных парламентских выборов в Хорватии в 1990 году Шпегель стал вторым министром обороны новой Хорватии. Он был одним из немногих в высшем руководстве Хорватии, кто предсказывал неизбежность войны, поэтому вместе со словенским командованием Шпегель разработал общий оборонительный план для обеих стран, если какая-то из них подвергнется нападению со стороны ЮНА.

## Плёнки Шпегеля
В начале войны в Хорватии в середине 1990 года хорватские сербы организовали сопротивление (так называемую «революцию брёвен»), не приняв хорватскую государственную власть. Поскольку они были поддержаны войсками ЮНА (сначала негласно, а потом откровенно), Хорватия осталась практически беззащитной, поэтому Шпегель начал операцию по закупкам оружия на чёрном рынке, импортируя его из стран бывшего Варшавского договора, прежде всего из соседней Венгрии, а также Румынии.
В октябре 1990 года он был снят на плёнку во время разговоров с помощником, который на самом деле был тайным сотрудником контрразведки КОС коммунистической Югославии. В разговорах Шпегель говорит о вооружении хорватов в рамках подготовки к отделению Хорватии и грядущей гражданской войны. Так называемые плёнки Шпегеля были использованы Военным центром кино и телефильмов «Застава» в документальном фильм, который в январе 1991 года был выпущен в эфир, и записи стали достоянием широкой югославской общественности. Обнародование плёнок имело целью послужить оправданием вооружённой интервенции руководства Югославии против новоизбранной власти Хорватии.
Хорватское руководство, в том числе сам Шпегель, сначала быстро опровергло плёнки как подделку, утверждая, что возможно записанные на видео разговоры были впоследствии продублированы. Однако их подлинность была позже почти подтверждена, и новый президент Хорватии Степан Месич был одним из первых признавших это с хорватской стороны. На большинстве плёнок звучание искажено, а текст подаётся субтитрами и его читает голос за кадром, поэтому точность плёнок остаются под вопросом.
Руководство ЮНА в Белграде потребовало, чтобы Шпегель за это предстал перед судом по обвинению в государственной измене. Вследствие этого скандала и с целью снять напряжённость Туджман освободил его от должности. Опасаясь за свою жизнь, Шпегель бежал в Австрию, где оставался в течение нескольких месяцев.

## Возвращение в Хорватию
Встревоженный ростом напряжённости и первыми жертвами войны, Шпегель убеждает себя вернуться в Хорватию, чтобы стать начальником штаба новой армии, которая находилась на этапе становления.
Когда в июне 1991 года вспыхнула война в Словении, Шпегель выступил с требованием ввести в действие общий план обороны, по которому Хорватия вступила бы в войну против ЮНА, захватывая её армейские казармы по всей Хорватии (план Шпегеля). Его план поддержал Степан Месич. Тем не менее, Туджман до последнего момента опасался открытого вооружённого противостояния и отказался поддержать словенцев.
7 августа 1991 г. Шпегель был переведён на должность генерального инспектора хорватской армии, частично из-за своих разногласий с Туджманом.
Лишь через несколько месяцев разгорелась полномасштабная война, и план Шпегеля по атаке на армейские казармы ЮНА в Хорватии был реализован. Ход реализации вошёл в историю под названием «Битва за казармы», и в результате Хорватия получила немало столь необходимого ей тяжёлого оружия.
Войну в определённой мере удалось остановить подписанием соглашения о прекращении огня в начале 1992 года, после чего Шпегель официально подал в отставку.

## Послевоенные годы и критика властей
После войны Шпегель стал критиком политики Туджмана, обвинив его и его окружение в спекуляциях на войне. В 2001 году он опубликовал свою автобиографию, в которой весьма критично отозвался о Хорватском демократическом содружестве Туджмана и его политических манёврах, которые как он доказывал, без необходимости подпитывали войну. Он также обвинил их в поддержке сепаратизма боснийских хорватов, что привело к их конфликту с боснийцами-мусульманами во время войны в Боснии и Герцеговине.
В свою очередь Шпегель подверг критике и приверженцев Туджмана в хорватской армии, в частности, Давора Домазет-Лошо, который утверждал, что Словенская война в июне 1991 была лишь поводом для вовлечения Хорватии в конфликт. Домазет-Лошо считает, что план Шпегеля служил ловушкой для Хорватии, учитывая перспективу возникновения Битвы за казармы, которая принесла Хорватии несколько танков, бронетранспортёров и тяжёлых артиллерийских орудий, чем лишила Югославскую народную армию около 10 % её военной мощи.
Умер 11 мая 2014 года в Загребе. Похоронен на кладбище Мирогой.